# Georg Ledderhose
Georg Ledderhose était un chirurgien allemand, né le 15 décembre 1855 à Bockenheim, électorat de Hesse et décédé le 1er février 1925 à Munich. Fils de Carl Heinrich Ludwig Ledderhose, haut fonctionnaire allemand nommé en Alsace après l'annexion, il suivit son père à Strasbourg où il fit sa carrière jusqu'à son expulsion en 1918.

## Biographie
Georg Ledderhose fit ses études à Strasbourg sous la direction de Georg Albert Lücke (1829-1894), et passa son doctorat en médecine en 1880, travaillant ensuite à l'hôpital de Strasbourg comme chirurgien. Il devint professeur de chirurgie à Strasbourg en 1891. Par la suite il travailla à Munich, où il devint professeur honoraire.
En 1876, Ledderhose découvrit la glucosamine alors qu'avec Felix Hoppe-Seyler (1825-1895) il étudiait le cartilage à Strasbourg. Bien que ce soit lui qui l'ait identifié pour la première fois, la stéréochimie de ce composant n'a pas été entièrement définie jusqu'aux travaux de Walter Haworth (1939).
Ledderhose a été le premier à décrire en 1894 l'aponévrosite plantaire, qui devait être connue plus tard sous le nom de maladie de Ledderhose.
Strasbourg lui doit la création d'un Centre de convalescence pour accidentés et du Centre de traumatologie situé boulevard Clemenceau, qui était alors le second en Europe après celui de Bochum.

## Un trait de caractère
Pendant la Première Guerre mondiale l'Alsacien Charles Spindler a tenu un journal où ses sympathies pour la France ne l'empêchent pas de rapporter avec objectivité ce qui s'est fait en bien et en mal dans chaque camp. Voici ce qu'il rapporte du Dr Georg Ledderhose :
« Généralement les Liebesgaben — les dons en faveur des blessés — ne sont réparties qu'entre les Allemands. Or un jour le professeur Ledderhose, en entrant dans la salle à manger des dames de la Croix-Rouge, les surprend, présidente en tête, en train de s'administrer des glaces dues à la munificence de M. Héraucourt, le pâtissier bien connu de la ville. Il manifeste son étonnement: « Vous fêtez sans doute un jour de naissance ou une victoire ? » Puis ayant appris que c'étaient des glaces destinées aux blessés qui servaient à ces agapes, il n'admet aucune explication, même pas celle de la présidente qui lui objecte que tous les blessés allemands en avaient reçu et que les Liebesgaben n'étaient pas pour les Français, et congédie ces dames sur le champ. »
Sa conduite irréprochable pendant la guerre n'empêcha pas les Français de l'expulser brutalement en 1918. Il se réfugia alors à Munich où la Faculté de Médecine lui accorda l'honorariat.